# Egyptens gräshoppor

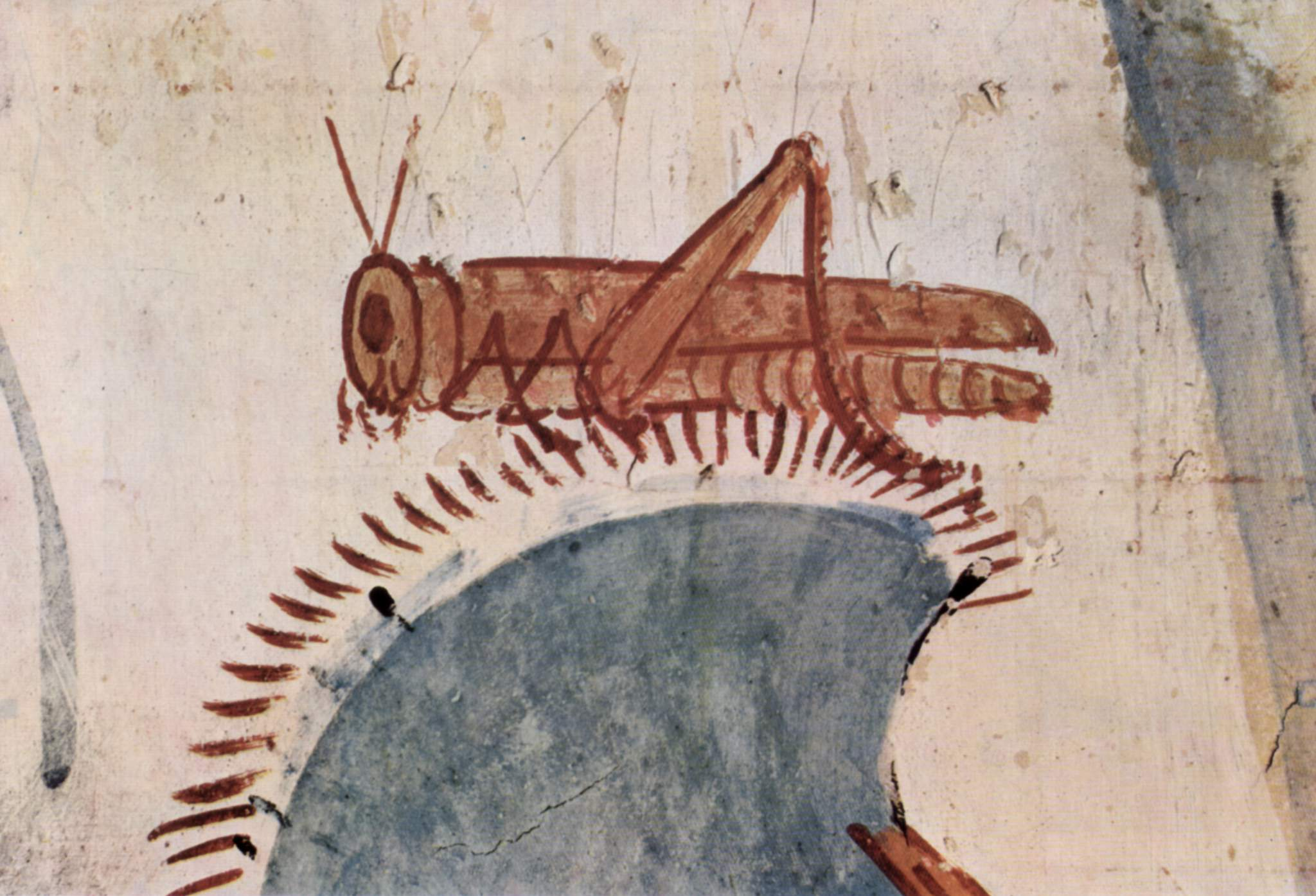
Gräshoppa målad i Horemhebs grav

Egyptens gräshoppor kallas en av Egyptens tio plågor. Det har också blivit ett bildligt uttryck för att en företeelse uppnår så stort antal att det blir ett allvarligt problem.   